# Ференц Горват
Ференц Горват (угор. Ferenc Horváth, нар. 6 травня 1973, Будапешт) — угорський футболіст, що грав на позиції нападника. По завершенні ігрової кар'єри — тренер.
Виступав, зокрема, за клуби «Фегервар» та «Генк», а також національну збірну Угорщини.

## Клубна кар'єра
Народився 6 травня 1973 року в місті Будапешт. Вихованець футбольної школи клубу «Гонвед». У дорослому футболі дебютував 1991 року виступами за команду «Фегервар», в якій провів 5 сезонів, взявши участь у 138 матчі чемпіонату. Більшість часу, проведеного у складі «Фегервара», був основним гравцем атакувальної ланки команди і одним з головних бомбардирів команди з Секешфегервара, відзначаючись забитим голом в середньому щонайменше у кожній третій грі чемпіонату.
Влітку 1996 року уклав контракт з «Ференцварошем», у складі якого провів наступні два роки своєї кар'єри гравця. Тренерським штабом нового клубу також розглядався як гравець «основи». І в цій команді продовжував регулярно забивати, в середньому 0,44 рази за кожен матч чемпіонату.
З 1998 року два сезони захищав кольори бельгійського клубу «Генк», з яким першого сезону виграв чемпіонський титул, а рік потому — Кубок. І в цій команді продовжував регулярно забивати, в середньому 0,33 рази за кожен матч чемпіонату.
Своєю грою за цю команду привернув увагу представників тренерського штабу німецького клубу «Енергі», до складу якого приєднався 2000 року. Втім. у складі новачка Бундесліги угорець закріпитись не зумів: його єдині три голи за клуб були забиті 27 серпня 2000 року у першому раунді Кубка Німеччини проти клубу «Гамм/Зіг» (6:0), натомість у чемпіонаті до кінця року він так і не забив у дев'яти матчах Бундесліги.
На початку 2001 року Горват прибув до Ізраїлю та підписав контракт з «Маккабі» (Тель-Авів). Він забив 8 голів у 51 матчі Прем'єр-ліги за команду та допоміг їй виграти Кубку країни в сезонах 2000/01 та 2001/02.
Влітку 2002 року Горват повернувся до Угорщини та підписав контракт з «Уйпештом», де провів один сезон, забивши 13 голів у чемпіонаті, після чого підписав контракт з «Альмерією», що грала у другому дивізіоні Іспанії. Ференц не зміг заявити про себе в клубі, зігравши лише п'ять матчів, в яких не забив жодного голу, тому посеред сезону перейшов до португальського клубу «Ештуріл-Прая», з яким того ж сезону виграв другий дивізіон і вийшов до португальської Прімейри. Втім, там угорець так і не зіграв, оскільки влітку вирішив повернутися до своєї рідної команди «Фегервар».
У січні 2005 року Ференц Горват знову покинув Угорщину, цього разу перейшовши до Шотландії у клуб «Лівінгстон». Але вкотре угорцю не вдалося закріпитись за кордоном, тому він влітку  повернувся до Угорщини, цього разу у «Діошдьйор». Він також пробув там лише 6 місяців, а потім втретє у своїй кар'єрі став гравцем рідного «Фегервара». З командою Горват виграв Кубок Угорщини 2006 року.
На початку 2017 року Горват підписав контракт зі своїм останнім клубом угорського вищого дивізіону, «Пакшем», де грав протягом року, забивши 5 голів. Після цього Горват став гравцем «Ломбарду» з другого дивізіону. Завершував ігрову кар'єру у нижчолігових аматорських австрійських командах.

## Виступи за збірну
24 квітня 1996 року дебютував в офіційних іграх у складі національної збірної Угорщини в товариському матчі проти Австрії, який завершився поразкою з рахунком 0:2. 25 березня 1998 року в товариському матчі, також проти Австрії, який завершився перемогою з рахунком 3:2, він забив свій перший гол за національну збірну. Загалом протягом кар'єри в національній команді, яка тривала 6 років, провів у її формі 32 матчі, забивши 11 голів.

## Кар'єра тренера
Розпочав тренерську кар'єру 2008 року тренером молодіжної команди клубу «Ференцварош», де працював два роки, після чого недовго очолював аматорську команду «Вечеш».
У жовтні 2011 року він став тренером клубу «Сігетсентміклош» з другого дивізіону, де провів один сезон, після чого у вересні 2012 року його було призначено головним тренером клубу вищої ліги «Кечкемет». Згодом працював з іншими угорськими клубами «Пакш» та «Дьєр», а 2015 року знову очолював «Сігетсентміклош».
З жовтня 2015 року був головним тренером клубу «Відеотон», з яким став віцечемпіоном Угорщини у 2016 році.
Згодом протягом 2016–2017 років очолював тренерський штаб клубу «Діошдьйор», а 14 червня 2017 року став головним тренером команди «Бальмазуйварош», яку теж тренував один рік. Після цього у вересні 2018 року він був призначений головним тренером клубу «Галадаш».
15 лютого 2021 року Горват став головним тренером «Гонведа», але його було звільнено з посади 30 січня 2022 року. Надалі Ференц очолював нижчолігові угорські клуби «Дунауйварош ПАШЕ» та «Мезеерш».
Влітку  2024 року Горват став керівником академії кіпрського клубу «Енозіс Неон Паралімні».

## Титули і досягнення
- Чемпіон Бельгії (1):

«Генк»: 1998/99
- Володар Кубка Бельгії (1):

«Генк»: 1999/00
- Володар Кубка Ізраїлю (2):

«Маккабі» (Тель-Авів): 2000/01, 2001/02
- Володар Кубка Угорщини (1):

«Фегервар»: 2005/06